# Josep Maria de Pallejà i de Bassa
Josep Maria de Pallejà i de Bassa   (Barcelona, 18 de març de 1852 - Barcelona, 19 de desembre de 1905) fou un advocat, financer i polític català, tercer marquès de Monsolís.

## Biografia
Fill de Guillem de Pallejà i d'Olzina i de Maria de la Concepció de Bassa i de Saleta, i en morir aquesta el 1888 heretà el títol de marquès de Monsolís. Era membre del Cercle del Liceu i el 1894 fou nomenat president del Círculo Ecuestre. A les eleccions municipals de 1895 fou escollit regidor de l'Ajuntament de Barcelona pel districte Universitat dins del Partit Liberal i el 1898.
Fou diputat del Partit Liberal Fusionista pel districte de Santa Coloma de Farners a les eleccions generals espanyoles de 1886 i senador per la província de Barcelona el 1898-1899.
Fou pare de Guillem de Pallejà i Ferrer-Vidal i era net de Pere Nolasc de Bassa i Girona, gendre de Josep Ferrer i Vidal i de Concepció Soler i Serra i cunyat de Joan Ferrer-Vidal, de Lluís Ferrer-Vidal i de Josep Ferrer-Vidal, I marquès de Ferrer-Vidal. També era concunyat d'Ignasi Girona i Vilanova.